# Song for You (クリス・ハートのアルバム)
『Song for You』（ソング・フォー・ユー）は、クリス・ハートの初オリジナル・アルバム。2014年3月19日にDVD付初回限定盤と通常盤の2形態で発売。

## 収録内容

### CD
1. スタートライン
作詞：U-ka
作曲：Albi Albertsson・KOUDAI IWATSUBO・Hide Nakamura
編曲：MUSSASHI
東海ラジオ開局55周年イメージソング。
2. まもりたい～magic of a touch～（Album Ver.)
作詞：田中秀典
作曲：飛内将大
編曲：福田貴史
NIVEA CMソング。
3. I LOVE YOU 
作詞：H.U.B.・坂詰美紗子
作曲：坂詰美紗子
編曲：福田貴史
「エースJTB」TVCMソング
AXN「ダニーのサクセス・セラピー シーズン2」テーマ曲。
4. 夢がさめて（松田聖子＆クリス・ハート）
作詞：SHIROSE from WHITE JAM
作曲：ヒロイズム、SHIROSE from WHITE JAM, NIKKI from WHITE JAM
編曲：ヒロイズム、SHIROSE from WHITE JAM
ユニバーサルシグマの設立10周年記念コラボシングル。
5. 最後のラブレター
作詞：田中琴乃
作曲：坂詰美紗子
編曲：福田貴史
セイコーマート CMソング。
6. ハローハロー
作詞：夏ノ芹子・kenko-p
作曲・編曲：KEN for 2 SOUL MUSIC INC.
7. ever white
作詞：miyakei
作曲：Erik Lidbom・DAICHI
編曲：Erik Lidbom for Hitfire Production
8. たったひとつの贈り物
作詞：いしわたり淳治
作曲：Jeff Miyahara・NAO
編曲：Jeff Miyahara・NAO・福田貴史
ジュリア・オージェ　CMソング。
9. 二人だけの流れ星
作詞・作曲：植村花菜
編曲：清野雄翔 (harmonic hammock)
10. Sweet Heart
作詞：KAJI KATSURA
作曲・編曲：Beik Moohyun・Park kunwoo
11. いのち～My song for you～
作詞・作曲：玉城千春
編曲：石塚知生
12. 幸せをみつけられるように
作詞：田中琴乃・Kurei (from キマグレン)
作曲・編曲：Kim Dong Hyeok
ソフトバンク 東日本大震災復興支援テーマソング。

### 初回限定盤付属DVD
DVD 「こころのうた2013~Heart Song~」ツアー・ファイナル@ZEPP TOKYO (2013.11.7)より
| # | 曲名                            |
| - | ------------------------------- |
| 1 | 未来へ                          |
| 2 | 家族になろうよ                  |
| 3 | 僕が一番欲しかったもの          |
| 4 | 瞳をとじて                      |
| 5 | A Whole New World (with May J.) |
| 6 | 奇跡を望むなら…                 |
| 7 | home                            |